# Немања Стевановић (певач)
Немања Стевановић (Велика Моштаница, Београд, 1. март 1982) је српски певач који се прославио у трећој сезони такмичења Звезде Гранда, касније је био и водитељ истоименог програма.
Учествовао је у ријалити програму Фарма са тадашњом девојком, певачицом Миленом Ћеранић. Ожењен је манекенком Јеленом Стевановић са којом има ћерку Машу.

## Дискографија

### Албуми
- Никад не плачем (2010) ; City Records)

### Синглови
- Неизлечиво (2007)
- Немој у мене да се кунеш (2008)
- Нешто се чудесно дешава (2012)
- Ти прелепа жено (2013)
- Не знам где сам пошао (2014) Гранд фестивал 2014.
- Сипај у чашу (2014) дует са Михајлом Спасићем
- Мортус дибидус (2015)
- Не заборави (2016)
- Ватра са ватром (2017) дует са Енелом
- Пусти ме (2017)
- Нема нас (2018)
- Звезда моја (2019) обраде песме певача Марета Стамболије
- Фавела (2022)[3]
- Иза поноћи (2023)

### Дуети
- Роде ће се вратити - прва верзија  (са Душаном Свиларом, Mиланом Станковићем и Миланом Динчићем) (2008)
- Једини једина (2008) Гранд фестивал и Краљ и краљица (са Силвијом Недељковић) (2008)
- Тражићеш мене ти (са Миленом Ћеранић) (2010) Гранд фестивал 2010.